# Lars von Engeström
Lars von Engeström, född 24 december 1751 i Lund, död 19 augusti 1826 på godset Jankowice i närheten av Posen i Polen, var en svensk greve, diplomat, politiker och utrikesstatsminister.

## Biografi
Lars von Engeström var son till biskopen och prokanslern Johannes Engeström och Margareta Benzelstierna, dotter till ärkebiskop Jacob Benzelius av Bureätten och Katarina Edenberg. Efter juridisk examen vid Lunds universitet började han vid 19 års ålder vid kung Adolf Fredriks kansli, med början i Riksarkivet, där han blev kvar i tolv år. Därefter sökte han sig till diplomatin och tjänstgjorde från 1782 i Wien. Därefter blev han chargé d'affaires i Warszawa 1787 och verkade för att Polen skulle stå på Sveriges sida mot Ryssland i det då pågående så kallade Gustav III:s ryska krig, delvis med hjälp av sin ställning som hög frimurare. Åren 1790–1791 medverkade han till att försöka få Gustav III vald till polsk kung, dock utan framgång. Han verkade även i hög grad för Sverige i kriget mot Ryssland och hade stor del i förbundet mellan Preussen och Polen 1790, vilket gav Sverige mäktiga bundsförvanter.
År 1792, samma år som Gustav III mördades på operan i Stockholm, återkom von Engeström till Sverige och utsågs av Gustav IV Adolfs förmyndarregering till hovkansler och ledamot i rikets allmänna ärendens beredning. Han hamnade dock i onåd hos Gustav Adolf Reuterholm, som hade en stark ställning inom regeringen, och redan 1793 fråntogs han sina politiska uppdrag och sändes som svenskt sändebud till London. Där stannade han i två år, varefter han utsågs till minister i Wien, en post han aldrig tillträdde, då den österrikiska regeringen inte ville ha honom där på grund av att han på resan från England gjort ett längre stopp i Paris, där revolutionen ägt rum några år tidigare.
Åren 1796–1798 vistades han i Tyskland utan någon diplomatisk anställning och 1798–1803 tjänstgjorde han som envoyé vid det preussiska hovet. Därefter fick han inga fler uppdrag av regeringen och han flyttade till sitt gods i preussiska Polen, som han fått vid sitt giftermål 1790 med Rozalia Drya-Chlapowska.
År 1809 utsågs han till preussisk-polsk starosta, en utnämning som dock samma år återkallades av den nye kungen Karl XIII, då von Engeström kallades hem till Sverige för att ta över som kanslipresident efter Fredrik von Ehrenheim. Han fick han den nyinrättade titeln utrikesstatsminister. Eftersom von Engeström politiska idéer var mer konservativa än de flesta andra politikers, kom han mer än en gång i motsättning med sina kollegor, men då den åldrande monarken hade stor respekt för honom fick han ändå ofta sin vilja igenom.
År 1813 fick von Engeström i uppdrag att leda den så kallade Guadeloupe-kommittén. Den skulle förbereda ett svenskt övertagande av den franska kolonin, som förhandlats fram med britterna under Napoleonkrigen. I slutänden vägrade Frankrike att lämna ifrån sig ön, och Sverige kompenserades genom den så kallade Guadeloupefonden. 
 På grund av att han varit motståndare till valet av Karl XIV Johan till  kronprins 1810 försökte von Engeström blidka denne genom att hjälpa till att genomföra hans planer, vilka var i reaktionär riktning. Detta gjorde oppositionen missnöjd och då von Engeström inte längre orkade motstå den hotande stormen, avgick han 1824 från sitt ämbete och reste till hustruns arvegods i Polen, där han avled 1826 efter en tids sjukdom. Då han avgick fick han en för tiden mycket generös pension på 10 000 riksdaler, varav hans hustru skulle få en tredjedel vid hans bortgång.
von Engeström invaldes 1810 som ledamot av Kungliga Vetenskapsakademien, och i februari 1793 blev han hedersledamot av Kungliga Vitterhets Historie och Antikvitets Akademien.
År 1876 gav Elof Tegnér ut två volymer av von Engeströms Minnen och anteckningar. Större delen av hans stora handskriftssamling, kallad Engeströmska samlingen, finns på Kungliga biblioteket i Stockholm.

## Utmärkelser
- Riddare och Kommendör av Kungl. Majt:s Orden (Serafimerorden), 3 juli 1809.[8]
- Kommendör av Nordstjärneorden, 1 mars 1805.[8]
- Riddare av Nordstjärneorden, 28 april 1790.[8]
- Riddare av Carl XIII:s orden, 27 maj 1811.[8]
- Riddare av Franska Hederslegionen, 5 oktober 1810.[8]
- Riddare av Preussiska Svarta örns orden, 1813.[8]
- Storkorset av Österrikiska S:t Stefansorden, senast 1824.[8]